# Luta pela independência assíria

A bandeira do movimento de independência da Assíria

A luta pela independência da Assíria foi travada pelos Patriarcas e chefes tribais dos assírios entre 1843 e 1933, com a assistência mais tarde do Império Britânico, contra o Império Otomano, a União Soviética, o Império Qajar, o Reino do Iraque, o Mandato Francês da Síria, e o Mandato Britânico da Mesopotâmia.
Como Austen Henry Layard, embaixador do Império Britânico no Império Otomano escreveu, os assírios sobreviveram às conquistas árabes, mongóis, e curdas nas montanhas de Cacari e norte da Mesopotâmia, onde eles lutaram para manter sua independência. O professor da Universidade de Columbia, Abraham Yohannan, escreveu em 1916, os assírios "são um povo resistente que, como os curdos, têm mantido um estado de semi-independência e têm sido mais ou menos capaz de se defender contra ataques." A pátria assíria tradicional incluía o norte do Iraque, nordeste da Síria, sudeste da Turquia e o nordeste da Pérsia. A área do Iraque habitada pelos assírios está localizada principalmente, mas não exclusivamente no Ninawa – Moçul, região no norte do Iraque onde as bíblicas capitais assírias de Nínive e Assur estavam localizadas. Esta área é conhecida como o "Triângulo assírio".

## Primeira Guerra Mundial

### Na Turquia

Mapa do Genocídio Assírio
• Cidades onde ocorreram genocídio
• Cidades que receberam os refugiados
• Outras cidades importantes
Regiões de concentrações de assírios

Os assírios na atual Turquia vivem principalmente nas províncias de Cacari, Xernaque e Mardim no sudeste da Turquia. Essa área também tem uma considerável população curda. A partir do século XIX, os armênios, gregos e assírios da Anatólia oriental, incluindo os das montanhas na província de Cacari, foram objeto de transferências e execuções forçadas.
A região de Cacari foi o principal centro de população assíria no início do século XX. De acordo com o Patriarca de Constantinopla, havia em 1912/1913 18 mil assírios no vilaiete de Vã, 15 mil no vilaiete de Bitlisse e 25 mil no vilaiete de Diarbaquir.
Em 1914, Jovens Turcos, com a ajuda dos curdos, começaram a sistematicamente perseguir as antigas comunidades indígenas cristãs da Ásia Menor, principalmente as compostas por armênios, assírios, gregos e em menos grau georgianos, o que resultou nos conhecido Genocídio Assírio e Genocídio armênio. No início da Primeira Guerra Mundial, cerca de metade da população assíria vivia no que é hoje o sul da Turquia. Os Jovens Turcos, um grupo ultra-nacionalista, assumiu o controle do Império Otomano apenas cinco anos antes do início da Primeira Guerra Mundial No final de 1914 e 1915, sob o regime dos Jovens Turcos o Império Otomano declarou uma guerra santa aos cristãos assírios, gregos, armênios, georgianos e eslavos do Império, juntamente com os impérios britânico e russo, que foram todos agrupados como os inimigos do Islã.